# Кодигоро
Кодигоро је насеље у Италији у округу Ферара, региону Емилија-Ромања.
Према процени из 2011. у насељу је живело 6752 становника. Насеље се налази на надморској висини од 0 м.

## Становништво
| 1951.  | 1961.  | 1971.  | 1981.  | 1991.  | 2001.  | 2011.  |
| ------ | ------ | ------ | ------ | ------ | ------ | ------ |
| 19.459 | 16.313 | 14.361 | 14.572 | 13.895 | 13.057 | 12.389 |